# منشأة صبري (الفيوم)
قرية منشاة صبرى هي إحدى القرى التابعة لمركز أطسا في محافظة الفيوم في جمهورية مصر العربية. حسب إحصاءات سنة 2006، بلغ إجمالي السكان في منشاة صبرى 2094 نسمة، منهم 1076 رجل و1018 امرأة.